# اچ‌دی ۷۳۳۸۹
اچ‌دی ۷۳۳۸۹ یک ستاره است که در صورت فلکی شاه‌تخته قرار دارد.